# Kolaborativní robot

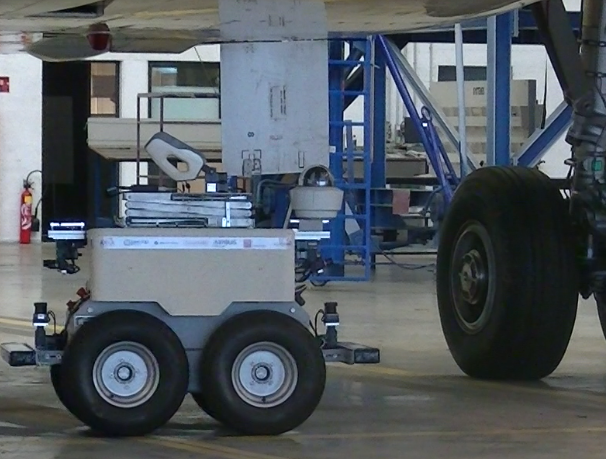
Kolaborativní robot

Kolaborativní robot (též kooperativní, spolupracující robot, kobot či cobot) je průmyslový robot, který je zkonstruován tak, aby mohl bezpečně pracovat v bezprostřední blízkosti lidí. Kolaborativní robot je vybaven řadou bezpečnostních čidel a jeho rychlosti a síly jsou omezeny tak, aby při kontaktu s člověkem nemohl způsobit zranění. Úroveň bezpečnosti kobotu je vždy třeba posuzovat v kontextu konkrétní aplikace.
Pojem Cobot je zkrácením pojmu colaborative robot.